# ビジャ・ルガーノ
ビジャ・ルガーノ(Villa Lugano)は、アルゼンチンの首都ブエノスアイレス特別区の南部にある地区（バリオ）である。コムーナ8に属しており、人口は114,253人である。
大規模な公営住宅団地の存在で知られる。エバ・ペロン通り、ヘネラル・パス通り、ホセ・バロス・パソス通り、リサンドロ・デ・ラ・トーレ通り、コロネル・ロカ通り、エスカラーダ通りが他地区との境界である。

## 歴史
地区は1908年に建設され、名称はスイス出身でスイス国籍のホセ・フェルディナンド・フランシスコ・ソルダーティ（プラタ貿易会社の創設者）に由来している。1864年5月30日、ソルダーティはルガーノ近郊のNeggioに生まれ、やがてアルゼンチンに移住すると、ムルギオンド通りとリエストラ通り角の現在の場所近くに農場を購入した。この区画が細分化されて売りに出され、1908年10月18日にビジャ・ルガーノ地区が設立された。1910年にはフランス人所有のブエノスアイレス州総合鉄道会社がビジャ・ルガーノ駅を設立し、1912年には約40家族がビジャ・ルガーノに住んでいた。付近はもともとフローレス湿地が広がっていた低地であり、1960年代にシルダニェス排水溝などの治水事業が完成するまでの成長は緩やかだった。前述の鉄道関係を始めとする労働者階級の地区として発展したが、市最大の不法占拠地"Villa Miseria"（いわゆるスラム）のひとつが誕生していたことから、ラテンアメリカ最大級の公営住宅団地であるマヌエル・サビオ公営住宅団地の開発場所として選ばれた。1970年から1973年にかけて大規模な市営アパート群が建設され、約30,000人が居住できる12,000戸以上の住宅が生み出された。地区の東側はビジャ・ソルダーティと接しており、1972年、市の勅令によってビジャ・ソルダーティとビジャ・ルガーノが分割された。1987年には地区内に路面電車プレメトロが開通した。